# L.D. 50
L.D. 50 är ett musikalbum av Mudvayne, utgivet den 29 augusti 2000, på skivbolagen Epic Records och No-Name Recordings.

## Låtlista
1. Monolith
2. Dig
3. Internal Primates Forever
4. -1
5. Death Blooms
6. Golden Ratio
7. Cradle
8. Nothing to Gein
9. Mutatis Mutandis
10. Everything and Nothing
11. Severed
12. Recombinant Resurgence
13. Prod
14. Pharmaecopia
15. Under My Skin
16. (k)Now F(orever)
17. Lethal Dosage